# Aubrey de Grey
Aubrey David Nicholas Jasper de Grey (Londres, 20 de abril de 1963) es un gerontólogo biomédico inglés educado en la Universidad de Cambridge, en el Reino Unido.
De Grey es autor de la obra The Mitochondrial Free Radical Theory of Aging (La teoría del envejecimiento de los radicales libres mitocondriales). Trabaja en el desarrollo de la senescencia negligible ingenierizada - una estrategia de reparación de tejidos que rejuvenecería el cuerpo humano y por lo tanto permitiría una esperanza de vida indefinida. Para conseguir esto, ha identificado siete tipos de daños en tejidos causados por el envejecimiento que deben ser reparados médicamente antes de que este objetivo se pueda alcanzar.
En años recientes, de Grey ha sido entrevistado en muchos medios, incluyendo los programas 60 minutos de la CBS, la BBC, el New York Times, la revista Fortune, Free Talk Live, Prison Planet, Popular Science y The Colbert Report. Actualmente sus actividades principales son las de presidente y delegado principal científico de la Methuselah Foundation (Fundación Matusalén) y redactor jefe de la revista académica Rejuvenation Research (Investigación del Rejuveneciemento).

## Educación
Aubrey de Grey fue educado en las instituciones Sussex House School, Harrow School y Trinity Hall, Cambridge. Antes de comenzar sus trabajos en biología celular y molecular, estudió ciencias de la computación. En 1985 recibió un B.A. en Ciencias de la Computación de la Universidad de Cambridge y se incorporó a Sinclair Research Ltd como ingeniero de software/IA; en 1986 cofundó Man-Made Minions Ltd con el propósito de desarrollar un verificador formal automatizado de programas. Hasta 2006, estuvo a cargo del desarrollo de software en el Departamento de Genética de la Universidad de Cambridge para la base de datos genética FlyBase.
Durante este período Cambridge concedió a de Grey un Ph.D. por un mecanismo sólo disponible a graduados de Cambridge (de cualquier disciplina) - el de "regulaciones especiales", que requiere evidencia de "...una contribución significativa a la erudición" (o "al conocimiento"), y son evaluados por los métodos usuales (selección de examinadores; defensa oral del trabajo remitido) pero no demandan que el aplicante se haya registrado como un estudiante de Ph.D. mientras se ha hecho ese trabajo. El título le fue concedido en el 2000 en base al libro de Grey sobre la biología de un aspecto del envejecimiento, The Mitochondrial Free Radical Theory of Aging (ISBN 1-58706-155-4) (La teoría del envejecimiento de los radicales libres mitocondriales), que escribió en 1999. El libro afirmaba, controvertidamente, que evitar o prevenir el daño al ADN mitocondrial podría, por sí mismo, prolongar el período de vida significativamente, a pesar de que exponía que era más probable que el daño acumulativo a la mitocondria sea una causa importante de la senescencia, pero no la única dominante. Una búsqueda, el 8 de febrero de 2007, de "de Grey AD [au]" en PubMed revelaba 61 artículos publicados en 25 publicaciones especializadas arbitradas, de los cuales 19 estaban en Rejuvenation Research (Investigación del Rejuveneciemento), la revista académica de Grey.
Sobre su experiencia como científico de la computación (y subsecuentemente como bioinformático de genética), expone:
"Realmente hay unas diferencias muy importantes entre el tipo de creatividad necesaria para ser un científico, y la necesaria para ser un ingeniero técnico. Esto significa que soy capaz de pensar de maneras muy distintas, y encontrar enfoques que son diferentes, a la manera en que un científico básico puede pensar."

## Estrategias
De Grey argumenta que el conocimiento fundamental necesario para desarrollar una medicina efectiva contra el envejecimiento ya existe, en gran medida, y que la ciencia está por delante de la financiación. Trabaja en la identificación y desarrollo de enfoques tecnológicos específicos para invertir el sentido de varios aspectos del envejecimiento o, como lo define de Grey, "el conjunto de efectos secundarios del metabolismo acumulados que eventualmente nos matan", y de enfoques más proactivos y urgentes para aumentar la esperanza de vida saludable humana. En referencia a este asunto, de Grey es partidario de la prolongación de la vida (life extension).
A partir de 2005, su trabajo se centró en un plan detallado llamado Strategies for Engineered Negligible Senescence (SENS) (Estrategias para la Senescencia Negligible Ingenierizada), que está orientada a la prevención del declive físico y cognitivo asociado al envejecimiento. También es el fundador (con David Gobel) y director científico de la Methuselah Foundation (Fundación Matusalén), una organización sin ánimo de lucro 501(c)(3) basada en Springfield, Virginia, Estados Unidos. Una de las principales actividades de la Fundación Matusalén es el Methuselah Mouse Prize (Premio Ratón Matusalén), un concurso diseñado para acelerar la investigación y alcanzar intervenciones efectivas para prolongar de la vida, mediante la concesión de premios monetarios a investigadores que logren incrementar la esperanza de vida de ratones hasta niveles sin precedentes. Con respecto a esto, de Grey expuso en marzo de 2005 que "si vamos a producir terapias regenerativas reales que beneficien no sólo a generaciones futuras, sino a los que estamos vivos hoy, debemos animar a los científicos a trabajar en el problema del envejecimiento". El premio alcanzó los 4,2 millones de dólares en febrero de 2007. De Grey cree que una vez que la prolongación dramática de la vida de ratones de mediana edad haya sido conseguida, una gran cantidad de fondos serán aplicados a este tipo de investigación, lo que aceleraría el progreso para que se hiciese lo mismo para los humanos.
De Grey ha publicado trabajos sobre este tema en publicaciones prominentes junto a algunos de los investigadores de gerontología más destacados, incluyendo a Bruce Ames, a Leonid Gavrilov y a S. Jay Olshansky, así como con otros pensadores tales como Gregory Stock. También ha recibido el respaldo de otros científicos destacados, tales como William Haseltine, el pionero de la biotecnología de Human Genome Sciences, quien en marzo de 2005 afirmó sobre el Methuselah Mouse Prize que "no hay nada que se compare con este esfuerzo, y ya ha contribuido significativamente a la concienciación de que la medicina regenerativa es una realidad a corto plazo, no una probabilidad."
En 2005, fue el objeto de un artículo crítico en la revista Technology Review del MIT. La controversia está descrita en inglés aquí: de Grey Technology Review controversy.
En 2007, de Grey escribió el libro Ending Aging (Acabando con el envejecimiento) asistido por Michael Rae. La obra resume la ciencia, la política y los retos sociales de todo el programa de SENS.

## Los siete tipos de daño del envejecimiento propuestos por de Grey
Artículo principal (inglés): Strategies for Engineered Negligible Senescence
1. Mutaciones/epimutaciones nucleares causantes del cáncer:
Estos son cambios en el ADN nuclear (nADN), la molécula que contiene nuestra información genética, o en las proteínas que se atan al nADN. Ciertas mutaciones pueden provocar el cáncer, y, según de Grey, las mutaciones y epimutaciones no cancerígenas no contribuyen al envejecimiento dentro de un período de vida normal, así que el cáncer es el único resultado de este tipo de daño que necesita ser tratado.
2. Mutaciones mitocondriales:
Las mitocondrias son componentes de nuestras células que son importantes para la producción de energía. Contienen su propio material genético, y las mutaciones de su ADN pueden afectar la capacidad de la célula para funcionar correctamente. Indirectamente, estas mutaciones pueden acelerar muchos aspectos del envejecimiento.
3. Desechos intracelulares:
Nuestras células están constantemente procesando proteínas y otras moléculas que ya no son útiles o que pueden ser dañinas. Aquellas moléculas que no pueden ser digeridas simplemente se acumulan como desechos dentro de nuestras células. La aterosclerosis, la degeneración macular y muchos tipos de enfermedades neurodegenerativas (tales como la enfermedad del Alzheimer) son asociadas con este problema.
4. Desechos extracelulares:
Los desechos consistentes en proteínas dañinas también se puede acumular por fuera de las células. Un ejemplo es la placa amiloide que se observa en el cerebro de los pacientes de la enfermedad de Alzheimer.
5. Pérdida de células:
Algunas de las células de nuestros cuerpos no pueden ser reemplazadas, o sólo se reemplazan muy lentamente - más lentamente de lo que tardan en morir. Este descenso en el número de células hace que el corazón se haga más débil con la edad, y también causa la enfermedad de Parkinson y daña el sistema inmunitario.
6. Senescencia celular:
Este es el fenómeno por el cual las células dejan de ser capaces de dividirse y además tampoco permiten que otras lo hagan. También pueden hacer otras cosas indebidas, como segregar proteínas perjudiciales. Esto provoca senescencia inmunitaria y diabetes tipo 2.
7. Interconexiones extracelulares:
Las células se mantienen unidas mediante proteínas conectoras especiales. Cuando se forman demasiadas interconexiones entre las células de un tejido, el este puede perder su elasticidad y sobrevenir arteriosclerosis, presbiopia, y otras patologías.

## LibroEl Fin del Envejecimiento
El Fin del Envejecimiento lo escribió Aubrey de Grey junto a Michael Rae y en él describe los siete daños producidos por el envejecimiento, así como las terapias llamadas a reparar estos daños. El libro está publicado en español por Lola Books (ISBN 9783944203027).

## El debate de la revista Technology Review
Artículo principal (inglés): De Grey Technology Review debate
La revista Technology Review publicó un debate sobre la validez de las teorías del envejecimiento de Grey. Al final, ninguno de los contendientes de Grey fue capaz de convencer a los jueces de que SENS estaba "tan equivocado que es indigno de debate experto".

## Revista científica
- Rejuvenation Research (Investigación del Rejuvenecimiento) Redactor jefe: Aubrey de Grey. Editorial: Mary Ann Liebert, Inc. ISSN 1549-1684. Revista trimestral.

## Títulos y posiciones
De Grey es fellow del Institute for Ethics and Emerging Technologies y asesor del Singularity Institute.

## Apariciones públicas grabadas (inglés)

### Charlas

#### 2008
- Aubrey de Grey habla en el Cass Business School, en Londres, el 11 de febrero de 2008, "Prospects for extending a healthy life - a lot" ('Perspectivas para extender la vida saludable... mucho')
- Why we age, and how we can stop it ('Por qué envejecemos, y cómo podemos pararlo') -- Discusiones sobre las Terapias Regenerativas Avanzadas -- 21 de abril de 2008
- Unconventional Wisdom ('Sabiduría poco convencional') -- Thinking Digital -- 23 de mayo de 2008
- Understanding Aging: Biomedical and Bioengineering Approaches ('Entendiendo el envejecimiento: enfoques biomédicos y de bioingeniería') -- 27-29 de junio de 2008
- Defeating Aging ('Venciendo al envejecimiento') -- Centro de Investigación Ames de la NASA -- 7 de agosto de 2008

#### 2007
- Presentación en el Edmonton Aging Symposium (28:45) -- 30-31 de marzo de 2007
- Google TechTalk Video (1:01:06) -- 1.ª aparición (mayo de 2007) titulada "Prospects for extending healthy life - a lot" ('Perspectivas para extender la vida saludable... mucho')
- Google TechTalk Video (1:13:10) -- 2.ª aparición (junio de 2007) titulada "WILT: taking cancer seriously enough to really cure it" ('WILT: tomándonos el cáncer lo suficientemente en serio como para curarlo')
- Google TechTalk Video en YouTube. (1:02:26) -- 3.ª aparición (diciembre de 2007) titulada "Aging of the Other Genome: A Decisive but Ambitious Solution" ('El envejecimiento del otro genoma: una solución ambiciosa pero decisiva')

#### 2006
- Our Right to Life: A talk advocating a pro-life stance by de Grey Archivado el 18 de marzo de 2010 en Wayback Machine. ('Nuestro derecho a la vida: una charla de Grey defendiendo una posición provida')
- Tomorrows People Forum 2006: Longer? (2:00:58) La charla "Longer?" ('¿Más tiempo?') (Presentación 3) para el congreso Tomorrows People Conference Forum 2006 que tuvo lugar entre el 14-17 de marzo de 2006 en el Saïd Business School de Oxford.
- TED conference 2006 - Fixing Humanity's worst problem ('Arreglando el peor problema de la humanidad') (23:05) Presentación en el congreso Technology Entertainment Design TED Conference 2006.
- The unfortunate influence of the weather on the rate of ageing ('La desafortunada influencia del clima en el ritmo del envejecimiento') (10:35) Sección de una charla en el congreso CR-IV (2006 Calorie Restriction Society Conference), que tuvo lugar entre el 6-9 de abril de 2006 en Tucson, Arizona, USA.
- Immortality Institute conference presentation (29:49) Presentación en el congreso del Immortality Institute en Atlanta, Georgia, USA.
- Una entrevista para meettheauthor.com grabada en noviembre de 2007.
- GoogleTechTalks: Aging of the Other Genome en YouTube. ('El envejecimiento del otro genoma') (Dic. 2006, 62 minutos) Sobre las mutaciones del ADN mitocondrial y el MitoSENS de Grey.

#### 2005
- Defeating aging ('Venciendo al envejecimiento') - julio de 2005, Oxford, Inglaterra en YouTube. (22:28) El envejecimiento y la muerte son problemas solucionables, y podemos vivir durante siglos, si enfocamos del proceso del envejecimiento como un problema de ingeniería.
- Defeating aging ('Venciendo al envejecimiento') - julio de 2005, Oxford, Inglaterra - Congreso TED (29:59) Versión más larga, con entrevista.

#### 2003
- Presentación en el congreso Poptech (Popular Technology) (45:06)

### Entrevistas de televisión
- The Quest for Immortality ('La búsqueda de la inmortalidad') - 60 minutos, entrevista de televisión (1 de enero de 2006)
- Entrevista con Janet Street-Porter en Bloomberg Encounters (12:29) Una mirada a cómo el envejecimiento podría ser curable y la extensión de la vida extrema podría ser una realidad en sólo 25 años, y el debate científico que rodea a esta propuesta.
- Entrevista en el programa "Good Morning" de GMTV (7:23) Entrevista en el programa inglés "Good Morning" de GMTV con Fern Britton y Phillip Schofield sobre la extensión radical de la vida y su factibilidad en los próximos 25 años.
- Interview for CBC Canada Now en YouTube. (5:53) Entrevista en el programa "Canada Now" de CBC.
- Enlace a las notificaciones de entrevistas de Good Morning America Entrevista en el programa "Good Morning America" de la cadena ABC el 17 de septiembre de 2007.
- Entrevista en el programa cómico Colbert Report
- Entrevista en el documental Death in the Deep Freeze.

### Entrevistas de radio y podcast
- Entrevista de radio con Ian Bernard y Mark Edge Archivado el 26 de marzo de 2009 en Wayback Machine. en Free Talk Live (32:49) Una entrevista de media hora (sin anuncios) de Ian Bernard y Mark Edge de "Free Talk Live" sobre la discusión de cómo puede la muerte ser vencida en nuestro tiempo.
- Aubrey de Grey - Ending Aging ('Acabando con el envejecimiento') Point of Inquiry (40:03) Entrevistado por D.J. Grothe, Aubrey de Grey explica el envejecimiento, y el programa SENS (Strategies for Engineered Negligible Senescence), 11 de enero de 2008.
- Entrevista en podcast de Cameron Reilly, del TPM (30:00) Una entrevista de media hora a Aubrey de Grey,19 de mayo de 2008.
- Entrevista radiofónica con Alex Jones. Aubrey de Grey es entrevistado en Prison Planet, un programa de radio dedicado a hablar de la tecnología del envejecimiento y la pregunta de si el hombre llegará a vivir para siempre, y los dilemas morales y éticos que tal desarrollo tendrá que tratar. (102.14)

### Apariciones cinematográficas
- Exploring Life Extension ('Explorando la prolongación de la vida') (1:45:32) Una película del Immortality Institute (Instituto de la Inmortalidad) que explora varios aspectos de la prolongación radical de la vida, incluyendo la criónica, la restricción calórica, el transhumanismo, y otros esfuerzos científicos cuyo objetivo es la prolongación radical de la vida.

- Exploring Life Extension ('Explorando la extensión de la vida') con subtítulos en español.

- Aubrey de Grey fue objeto del documental Do You Want to Live Forever? (¿Quieres vivir para siempre?) (1:16:36), realizado por Christopher Sykes y emitido originalmente en el Channel 4 del Reino Unido el 3 de febrero de 2007.

## Material adicional
- Human enhancement (Perfeccionamiento humano)
- List of basic life extension topics (Lista de materias relacionadas con la prolongación de la vida)